# Proechimys trinitatus
Proechimys trinitatus es una especie de roedor de la familia Echimyidae.

## Distribución geográfica
Es  endémica de la isla de Trinidad en Trinidad y Tobago.  